# Muhammad Sa’id al-Attar
Muhammad Sa’id al-Attar, arab. ‏محمد سعيد العطار‎ (ur. 1927, zm. 20 listopada 2005 w Bejrucie) – jemeński ekonomista, polityk, tymczasowy premier Jemenu od 9 maja do 6 października 1994.
Ukończył studia na Sorbonie, na której wykładał od 1958 do 1962 i gdzie w 1962 obronił doktorat z ekonomii politycznej. W 1967 brał udział w obronie Sany po stronie Jemenu Północnego, broniąc miasta przez 70 dni przed siłami rojalistów.
W 1994 przejściowo pełnił funkcję premiera Jemenu w okresie kryzysu i ponownego oddzielenia Jemenu Północnego. Pracował jako doradca ekonomiczny prezydentów Jemenu oraz w ESCWA (Komisji Ekonomicznej i Społecznej Narodów Zjednoczonych dla Zachodniej Azji). Zmarł po długiej chorobie i został pochowany 23 listopada 2005 w Bejrucie.